# Evgenij Vladimirovič Fridman
Evgenij Vladimirovič Fridman (Mosca, 26 agosto 1929 – 7 dicembre 2005) è stato un attore e regista sovietico.

## Filmografia

### Regista
- Ostrov sokrovišč (1971)